# Komisja do Spraw Służb Specjalnych
Komisja do Spraw Służb Specjalnych (KSS) – wyspecjalizowana instytucja kontroli nad służbami specjalnymi  (ABW, AW, CBA, SKW, SWW) w Polsce, stała komisja sejmowa. Ze względu na ograniczenia standardowych środków kontroli parlamentarnej podstawowy organ monitorowania działalności wywiadowczej przez władzę ustawodawczą. Od 29 września 1995 r. zajmuje się opiniowaniem projektów ustaw i rozporządzeń dotyczących służb specjalnych oraz oceną aktów normatywnych o charakterze ogólnym w sprawach działalności tych instytucji. 
Do jej zadań należy również: opiniowanie kierunków pracy służb specjalnych w oparciu o informacje przedstawiane przez szefów tych służb, rozpatrywanie corocznych sprawozdań szefów tych służb, opiniowanie wniosków w sprawie powołania poszczególnych osób na stanowiska szefów i zastępców szefów służb specjalnych, opiniowanie projektu budżetu w zakresie dotyczącym służb specjalnych oraz sprawozdania z jego wykonania, ocena współdziałania służb specjalnych podległych ministrowi właściwemu do spraw wewnętrznych oraz Ministrowi Obrony Narodowej oraz współdziałania tych służb z innymi służbami i jednostkami wojskowymi nadzorowanymi przez ministra właściwego ds. wewnętrznych, ocena współdziałania służb specjalnych z organami administracji państwowej i organami ścigania oraz badanie skarg dotyczących działalności służb specjalnych.
Działalność Komisji została uregulowana w Rozdziale 12 Regulaminu Sejmu. Zgodnie z art. 139 ust. 1 Regulaminu posiedzenia komisji są zamknięte.

## Skład komisji
Zgodnie z art. 137 ust. 1 Regulaminu Sejmu w skład KSS wchodzi nie więcej niż siedmiu posłów (dziewięciu w latach 2001-2015 r.).  Sejm na wniosek Prezydium Sejmu ustala konkretną liczbę członków komisji (art. 137 ust. 2) i dokonuje wyboru składu osobowego komisji w głosowaniu łącznym (art. 137 ust. 4). Elastyczność co do składu liczbowego komisji umożliwia jej dostosowanie do partyjno-frakcyjnej struktury Sejmu, bez konieczności dokonywania zmian w regulaminie. W latach 1995–2023 r. (do końca IX kadencji Sejmu) w pracach komisji brało udział 68 posłów. W X kadencji Sejmu w ciągu niespełna dwóch miesięcy funkcjonowania komisji odwołano trzech z siedmiu jej członków.

### Sejm Rzeczypospolitej Polskiej IX kadencji(skład na koniec kadencji)
- Waldemar Andzel (Prawo i Sprawiedliwość) – przewodniczący
- Jarosław Krajewski (Prawo i Sprawiedliwość) – zastępca przewodniczącego
- Marek Biernacki (Polskie Stronnictwo Ludowe)
- Maciej Gdula (Lewica)
- Michał Jach (Prawo i Sprawiedliwość)
- Marek Suski (Prawo i Sprawiedliwość)
- Adam Szłapka (Koalicja Obywatelska)

### Sejm Rzeczypospolitej Polskiej X kadencji(skład na 5 lutego 2025 r.)[6]
- Kazimierz Plocke (KO)
- Zbigniew Konwiński (KO)
- Krzysztof Tuduj (Konfederacja)
- Waldemar Andzel (PiS) - – zastępca przewodniczącego
- Marek Biernacki (PSL-TD) - – przewodniczący
- Włodzimierz Czarzasty (Lewica)
- Mirosław Suchoń  (Polska2050-TD) - zastępca przewodniczącego